# Hoheim
Hoheim ist ein Ortsteil der Stadt Kitzingen im unterfränkischen Landkreis Kitzingen.

## Geografische Lage
Hoheim liegt im Osten des Kitzinger Gemeindegebietes. Nördlich ist der Kitzinger Flugplatz zu finden, im Nordosten befindet sich Großlangheim. Östlich beginnt mit Fröhstockheim das Gebiet von Rödelsee, südöstlich erstreckt sich die Stadt Mainbernheim, während der Westen vom Kitzinger Ortsteil Sickershausen eingenommen wird, der mit dem Stadtteil Siedlung zusammengewachsen ist.
Nächstgelegene, größere Städte sind Würzburg mit einer Entfernung von etwa 21 Kilometern und Schweinfurt, welches ungefähr 35 Kilometer weit weg ist.
Naturräumlich liegt Hoheim in einer Ausbuchtung des niederschlagsarmen und trockenem Kitzinger Maintal, das Teil des Mittleren Maintals innerhalb der Mainfränkischen Platten ist.

## Geschichte

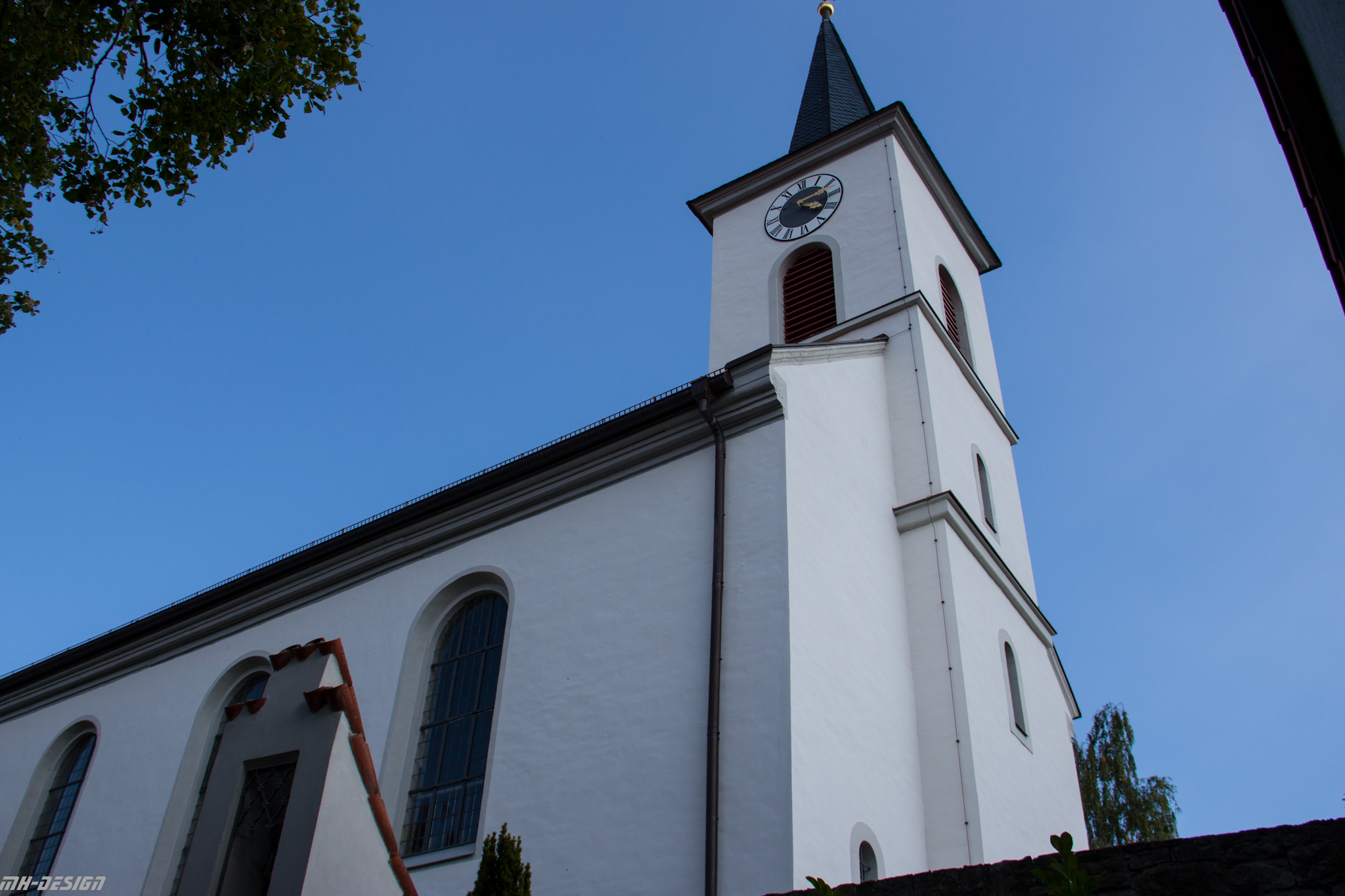
Die Kirche des Dorfes

Die Geschichte des Dorfes ist eng mit der der Stadt Kitzingen verbunden. Früh war es Teil des Amtes Kitzingen, im 14. Jahrhundert erhielten die Grafen von Hohenlohe-Brauneck die Dorfherrschaft über Hoheim. Im Jahr 1390 kam es an die Ansbacher Markgrafen, 1629 folgte die Wiedereinlösung an das Hochstift Würzburg. Im Jahr 1806 wurde Hoheim bayerische Landgemeinde, im Jahr 1973 Teil der Großen Kreisstadt Kitzingen.

## Sehenswürdigkeiten
Die katholische Pfarrkirche St. Georg entstand als Nachfolgebau eines befestigten Gebäudes. Erstmals ist ein Pfarrer 1348 in Hoheim überliefert, 1453 folgte die erste Nennung einer Pfarrkirche im Ort. Aus der Zeit der ersten Erwähnung stammt auch der Chor, 1707 wurde ihm das Langhaus angebaut. Die Sakristei entstand bereits im 16. Jahrhundert. Im Inneren überwiegen die Altäre des Neoklassizismus, die Orgel kam mit dem Bau des Langhauses im 18. Jahrhundert in die Kirche. Ein Gefallenendenkmal vor dem Gotteshaus stammt von Richard Rother.
Weitere Sehenswürdigkeiten in Hoheim sind die Bildstöcke und Kleindenkmäler, die sich über das Dorf und die Flur verteilen. Das Pfarrhaus entstammt dem 19. Jahrhundert.

## Weinbau
Hoheim ist heute Weinbauort im Anbaugebiet Franken. Allerdings besitzt die kleine Weinlage keinen Namen. Die Trauben wachsen am Dornberg, der auch die Mainbernheimer Gewächse hervorbringt. Hoheim ist Teil des Bereichs MainSüden, bis 2017 waren die Winzer im Bereich Maindreieck zusammengefasst. Die Muschelkalkböden um Hoheim eignen sich ebenso für den Anbau von Wein, wie die Lage in der Maingauklimazone, die zu den wärmsten Deutschlands gehört.
Bereits seit dem Frühmittelalter betreiben die Menschen um Hoheim Weinbau. Die fränkischen Siedler brachten wohl im 7. Jahrhundert die Rebe mit an den Main. Der Weinbau erlebte nach der Säkularisation zu Beginn des 19. Jahrhunderts einen umfassenden Niedergang. Konsolidieren konnte sich die Weinbauregion Franken erst wieder in der zweiten Hälfte des 20. Jahrhunderts. Der Einsatz von Düngern und verbesserte Anbaumethoden hatten dazu ebenso beigetragen wie die Organisation in Genossenschaften und die Flurbereinigung der 1970er Jahre. Heute wird in Hoheim in begrenztem Umfang Weinbau betrieben.
| Weinlage   | Größe 1993 | Himmelsrichtung | Hangneigung | Hauptrebsorten | Großlage             |
| ---------- | ---------- | --------------- | ----------- | -------------- | -------------------- |
| ohne Namen | unklar     | Südwesten       | unklar      | Silvaner       | Rödelseer Schloßberg |

## Persönlichkeiten
- Bartholomäus Dietwar (1592–1670), evangelisch-lutherischer Pfarrer und Verfasser einer Chronik über den Dreißigjährigen Krieg, Dietwar wirkte zwischen 1617 und 1629 als Pfarrer in Hoheim
- Steffi Pawlowski (1905–nach 1967), Schriftstellerin, Pawlowski lebte nach dem Zweiten Weltkrieg in Hoheim
- Richard Keppner († 1970), Kommunalpolitiker, Keppner wirkte von 1952 bis 1970 als stellvertretender Landrat[5]